# Verkiezingen voor het Europees Parlement 2019 in Luxemburg
De Europese Parlementsverkiezingen van 2019 vonden in Luxemburg plaats op 26 mei van dat jaar. De Luxemburgse stemgerechtigden stemden voor zes zetels in het Europees Parlement.
De liberale Demokratesch Partei (DP) wist bij deze verkiezingen één zetel te veroveren op de christendemocratische CSV en werd daarmee nipt de grootste partij. Het was voor het eerst dat de CSV, die in Luxemburg decennialang bij alle landelijke en Europese verkiezingen de grootste partij was geweest, voorbijgestreefd werd. Beide partijen kregen twee zetels toebedeeld in het Europees Parlement.

## Uitslag
| Partij | Partij                                                                                   | %    | Zetels | Verandering |
|        | Democratische Partij (Demokratesch Partei)                                               | 21,4 | 2      | +1          |
|        | Christelijk-Sociale Volkspartij (Chrëschtlech Sozial Vollekspartei)                      | 21,1 | 2      | -1          |
|        | De Groenen (Déi Gréng)                                                                   | 18,9 | 1      | -           |
|        | Luxemburgse Socialistische Arbeiderspartij (Lëtzebuerger Sozialistesch Aarbechterpartei) | 12,2 | 1      | -           |
|        | Alternatieve Democratische Hervormingspartij (Alternativ Demokratesch Reformpartei)      | 10,0 | 0      | -           |
|        | Piratenpartij van Luxemburg (Piratenpartij)                                              | 7,7% | 0      | -           |
|        | Links (Déi Lénk)                                                                         | 4,8  | 0      | -           |
|        | Communistische Partij van Luxemburg (Kommunistesch Partei Lëtzebuerg)                    | 1,1  | 0      | -           |
|        | Déi Konservativ (Déi Konservativ)                                                        | 0,5% | 0      | -           |
|        | Volt Luxemburg (Volt Europa)                                                             | 2,1% | 0      | -           |
| Totaal | Totaal                                                                                   |      | 6      |             |